# Parc y Scarlets
Der Parc y Scarlets (englisch Scarlets Park) ist ein Rugby-Union-Stadion in der walisischen Stadt Llanelli, Grafschaft Carmarthenshire, Vereinigtes Königreich. Der Parc y Scarlets ersetzte 2008 den 1879 eröffneten Stradey Park als Spielstätte der Rugby-Union-Clubs Llanelli RFC und den Scarlets. Mit seinen 14.870 Plätzen ist es das sechstgrößte Stadion in Wales.

## Geschichte
Der vereinseigene Stradey Park war rund 130 Jahre die Heimat des Llanelli RFC. Die Scarlets wurden 2003 gründet und nutzen die Anlage bis zur Fertigstellung des neuen Stadions. Sie nahmen am 24. Oktober 2008 mit dem letzten Spiel Abschied vom Stradey Park. Zunächst trug das Bauprojekt den Namen Pemberton Stadium. Am 20. Mai 2008 erhielt der Neubau offiziell den Namen Parc y Scarlets. Für den Entwurf wurden die Architekten von The Miller Partnership ausgewählt. Die Pläne setzte das Bauunternehmen Andrew Scott Limited auf einem Grundstück des Carmarthenshire County Council um. Die Kosten beliefen sich auf 23 Mio. £. In der ersten Partie im Stadion standen sich am 15. November 2008 der Llanelli RFC und der Cardiff RFC gegenüber. Die Begegnung der Principality Premiership endete mit 32:3. Die Begegnung wurde noch vor der limitierten Zuschauerzahl von 4000 ausgetragen. Zwei Wochen später hatten die Scarlets ihre Premiere in der neuen Spielstätte. In der Saison 2008/09 der damaligen Magners League (heute: United Rugby Championship) empfingen die Hausherren Munster Rugby. Offiziell wurde das Stadion am 31. Januar 2009 mit dem Spiel der Scarlets gegen die Barbarians (40:24) eröffnet.
Beim Six Nations 2020 wurde am 31. Oktober das Spiel der walisischen Rugby-Union-Nationalmannschaft gegen Schottland (10:14) im Parc y Scarlets ausgetragen. Die Partie fand wegen der COVID-19-Pandemie ohne Zuschauer statt.

## Weitere Veranstaltungen
Neben dem Rugby wird die Sportstätte als Fußballstadion genutzt. Von 2009 bis 2011 fand das Endspiel des Welsh Cup im Parc y Scarlets statt. Der AFC Llanelli trägt seine Heimspiele im Stebonheath Park mit 3700 Plätzen aus. Für internationale Partien weicht der Club u. a. in den Parc y Scarlets aus. In der 1. Qualifikationsrunde der UEFA Europa League 2009/10 traf der AFC auf den schottischen Vertreter FC Motherwell. Das Rückspiel am 9. Juli 2009 (0:3) wurde im Parc y Scarlets ausgetragen, da der Stebonheath Park nicht den Anforderungen der UEFA entspricht. In der 2. Qualifikationsrunde der UEFA Europa League 2011/12 musste der AFC Llanelli am 14. Juli 2011 im Hinspiel gegen den georgischen Club FC Dinamo Tiflis im Parc y Scarlets antreten. Der AFC gewann die Begegnung mit 2:1, doch im Rückspiel in Tiflis unterlag man mit 0:5.

### Fußballländerspiele im Parc y Scarlets
Die walisische Fußballnationalmannschaft bestritt im Stadion von Llanelli bisher drei Freundschaftsspiele.
- 29. Mai 2009:  Wales –  Estland 1:0
- 11. Aug. 2010:  Wales –  Luxemburg 5:1
- 15. Aug. 2012:  Wales –  Bosnien und Herzegowina 0:2

## Galerie

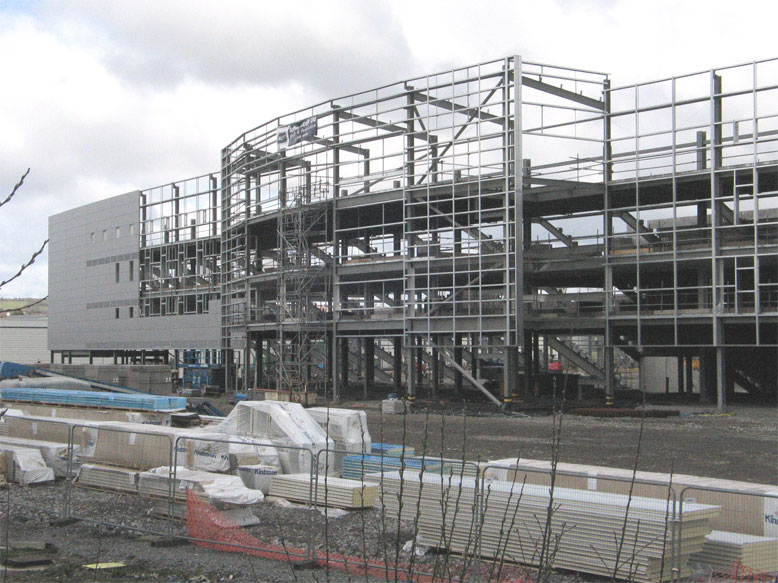
Baustelle April 2008
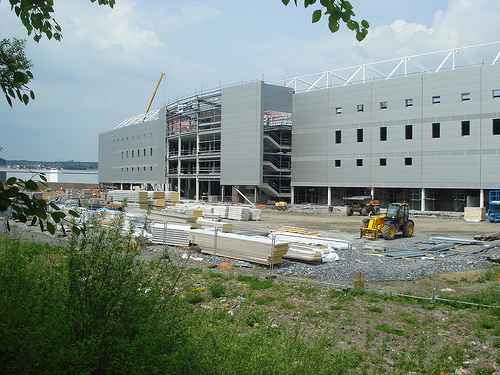
Baustelle Mai 2008
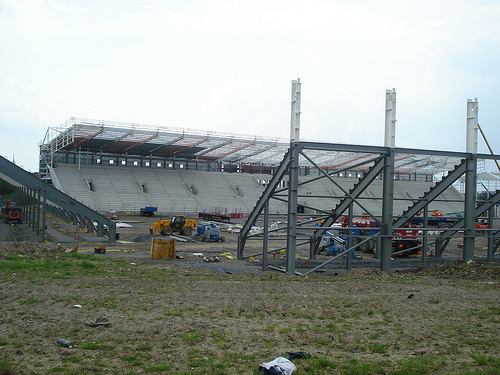
Baustelle Mai 2008
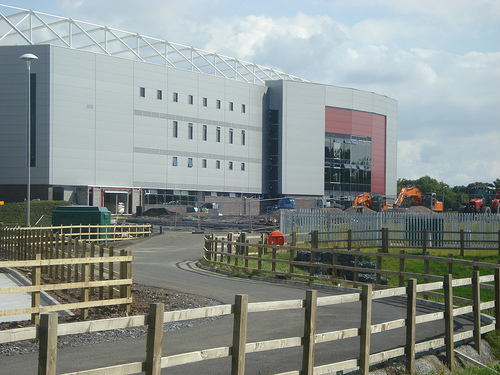
Baustelle September 2008
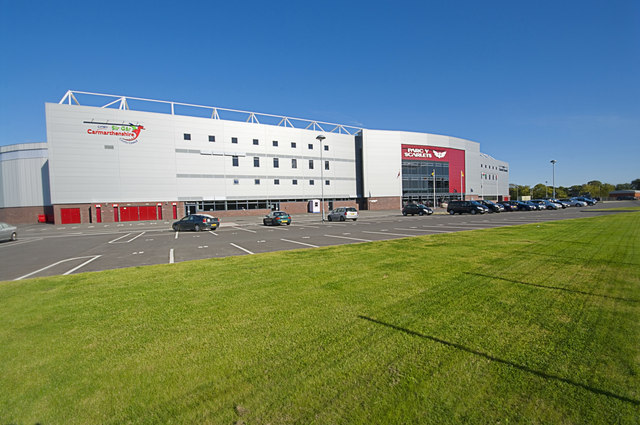
Die Fassade des Parc y Scarlets im Oktober 2009